# سكان داغستان
يبلغ عدد سكان داغستان، وفقا لبيانات اللجنة الحكومية الروسية للإحصاء إلى 3,209,781 نسمة (2023)، ويشكل سكان الحضر منهم - 44.9% (2022).
داغستان هي المنطقة الأكثر متعددة الجنسيات في روسيا.
الكثافة السكانية في داغستان تبلغ 63.85 نسمة لكل كيلومتر مربع (2023)، وهي أكثر الجمهوريات في الاتحاد الروسية المتعددة الشعوب والقوميات، حيث يبلغ عدد الشعوب الأصلية إلى 33 شعبا.

## التعداد السكاني
| 2013        | 2014        | 2015        | 2016        | 2017        | 2018        | 2019        |
| ----------- | ----------- | ----------- | ----------- | ----------- | ----------- | ----------- |
| ▲ 2,946,035 | ▲ 2,963,918 | ▲ 2,990,371 | ▲ 3,015,660 | ▲ 3,041,900 | ▲ 3,063,885 | ▲ 3,086,126 |
| 2020        | 2021        | 2022        | 2023        |             |             |             |
| ▲ 3,110,858 | ▲ 3,182,054 | ▲ 3,186,902 | ▲ 3,209,781 |             |             |             |

## شعوب داغستان
حتى العشرينات من القرن العشرين، كانت شعوب داغستان تعتبر كقبائل منحدرة من شعب اللِّزْغِينْ
في عام 2000 صدّق مجلس الدولة في داغستان على أن الشعوب الرسمية في جمهورية داغستان هي 14 شعبًا فقط وهي: الأوار،الدَّرْغِينْ، اللِّزْغِينْ، الكُمُوكْ، اللَّاكْ، النُّوغَايْ، التَّبَسَرَانِيُّونْ، الأَغُولْ، الرُّتُولْ، التْسَاخُورْ، الروس، الشيشان، الأذريون..